# مبارزه با سرمایه
مبارزه با سرمایه (به انگلیسی: Capital Combat) یک رویداد کشتی کج یک بار پرداخت به ازای مشاهده (PPV) از اتحادیه ملی کشتی (NWA) بود که تحت نام WCW (کشتی قهرمانی جهان) برگزار می‌شد.
رویداد اصلی نمایش یک مسابقه قفس فولادی با ریک فلر بود که از قهرمانی سنگین‌وزن جهان NWA در برابر لکس لوگر دفاع کرد.